# Bolbomorphus quadriguttatus
Bolbomorphus quadriguttatus es una especie de coleóptero de la familia Endomychidae.

## Distribución geográfica
Habita en Chinkiang (China).